# Sfilata delle spose

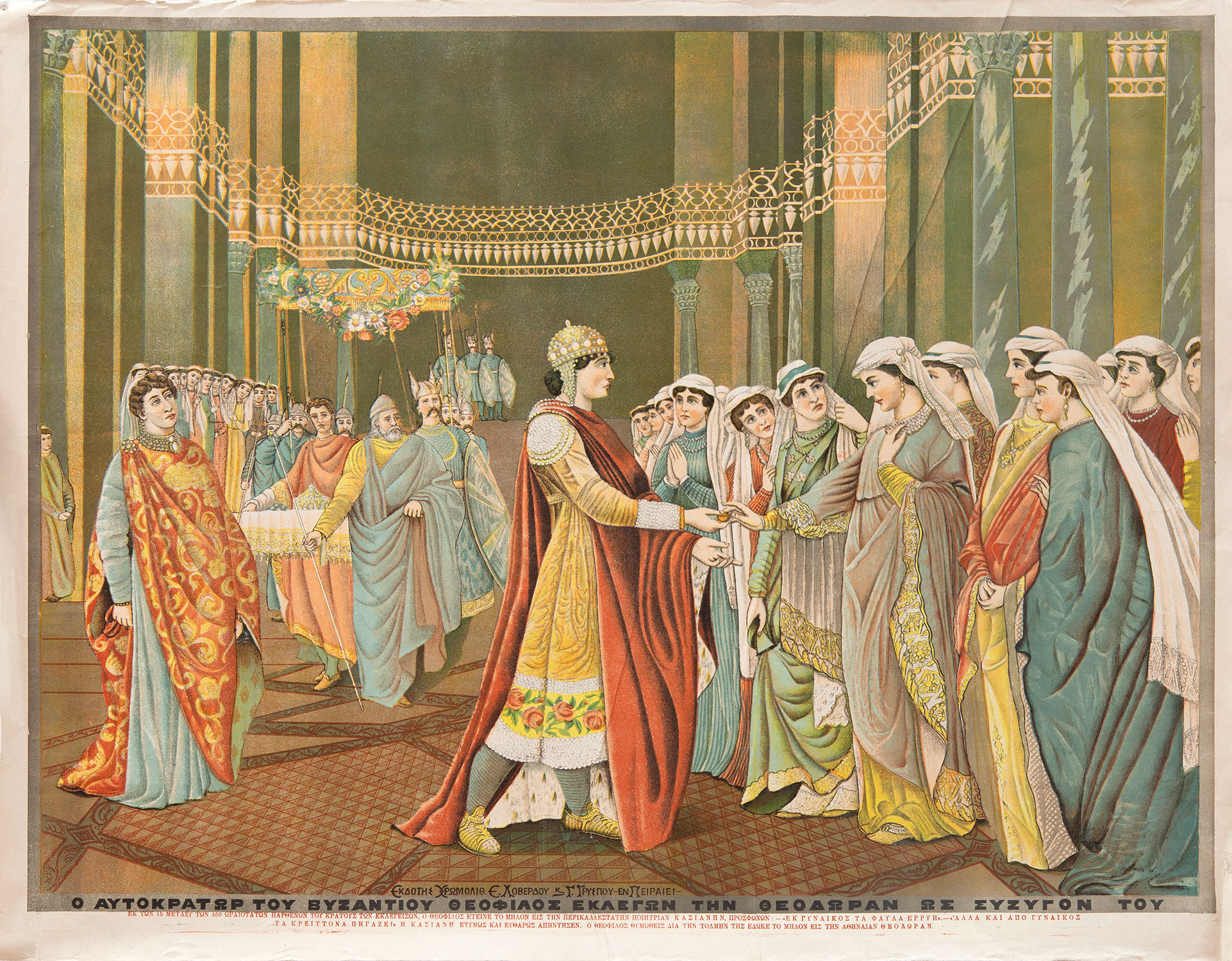
L'imperatore bizantino Teofilo sceglie Teodora (illustrazione moderna)

La sfilata delle spose (in greco δείχνουν οι νύφες?, deichnou oi nyfes; in russo смотр невест?, smotr nevest) era un'usanza degli imperatori bizantini e degli zar russi di scegliere una moglie tra le più belle fanciulle del Paese. Una pratica simile esisteva anche nella Cina imperiale.

## Bisanzio
Il metodo di selezionare una sposa per l'imperatore attraverso il metodo della Presentazione delle spose è noto per essere stato utilizzato almeno a partire dall'VIII secolo. Irene d'Atene fu probabilmente scelta per Leone IV il Cazaro con questo metodo, anche se non è stato confermato.
La prima Presentazione delle spose documentata a Bisanzio fu comunque quello del 788, in cui Maria di Amnia fu scelta per l'imperatore Costantino VI. Il metodo fu regolarmente utilizzato nell'VIII e IX secolo. Tra le esposizioni nuziali degne di nota vi fu quella in cui Teodora Armena fu scelta da Teofilo e Kassia rifiutata.
Nessuna delle imperatrici dal X secolo in poi, comunque, è stato provato essere stata selezionata in questo modo, e l'usanza era sicuramente morta nel XIII secolo.

## Cina Imperiale
La Cina imperiale praticava un metodo simile per scegliere le mogli dell'imperatore almeno a partire dalla dinastia Song (960-1279); in questo caso non si trattava di una sola imperatrice, ma anche delle varie consorti e concubine di rango inferiore dell'imperatore. Durante la dinastia Qing (1644-1912), le figlie delle famiglie d'élite venivano convocate al palazzo imperiale prima del matrimonio per essere ispezionate e selezionate dall'imperatore per diventare la sua imperatrice, le consorti imperiali secondarie o le concubine prima che le altre venissero rilasciate e autorizzate a sposarsi.

## Granducato di Mosca

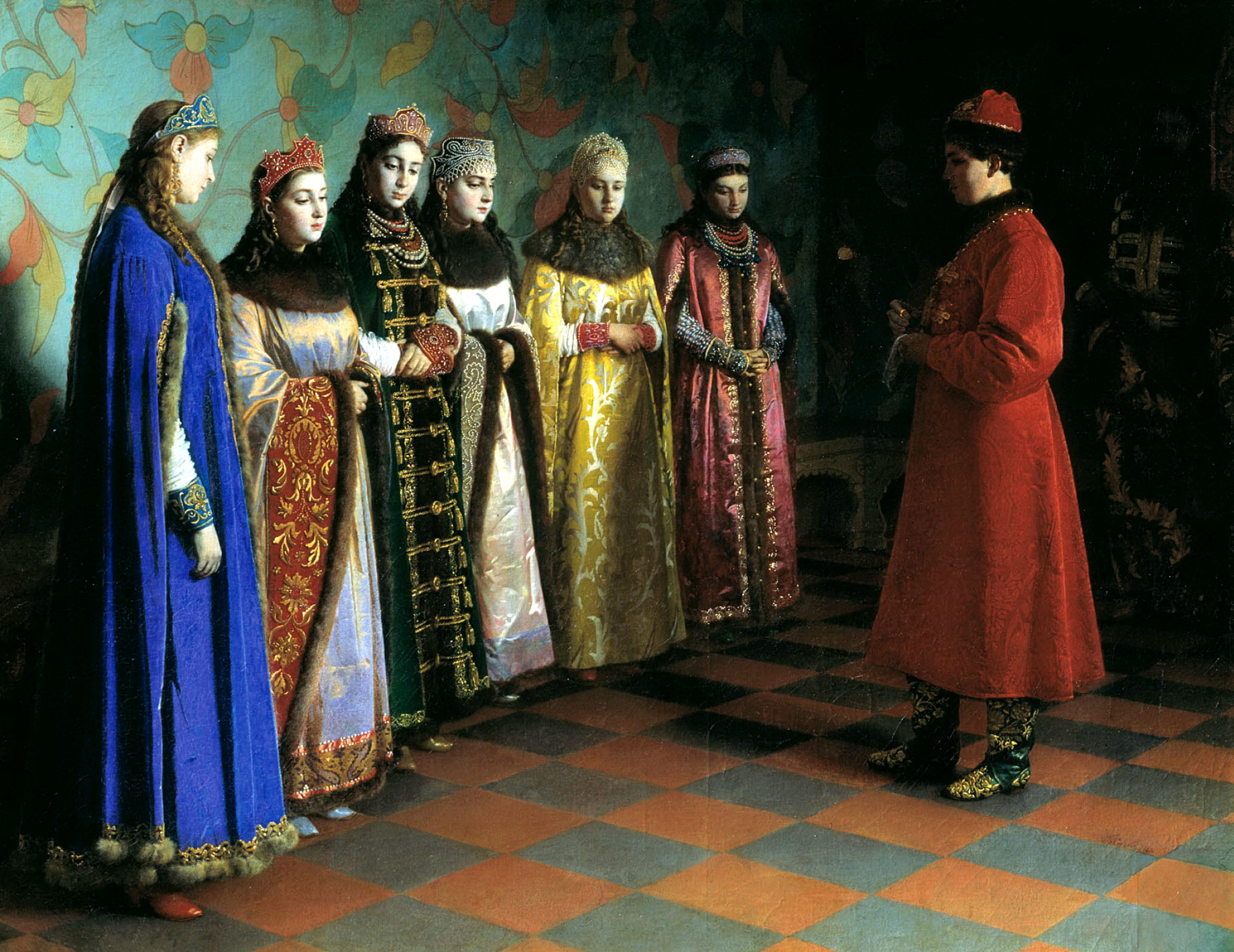
Dipinto del 1882 che raffigura lo zar Alessio di Russia mentre sceglie la sua sposa nel 1648. Dipinto di Grigorij Sedov.

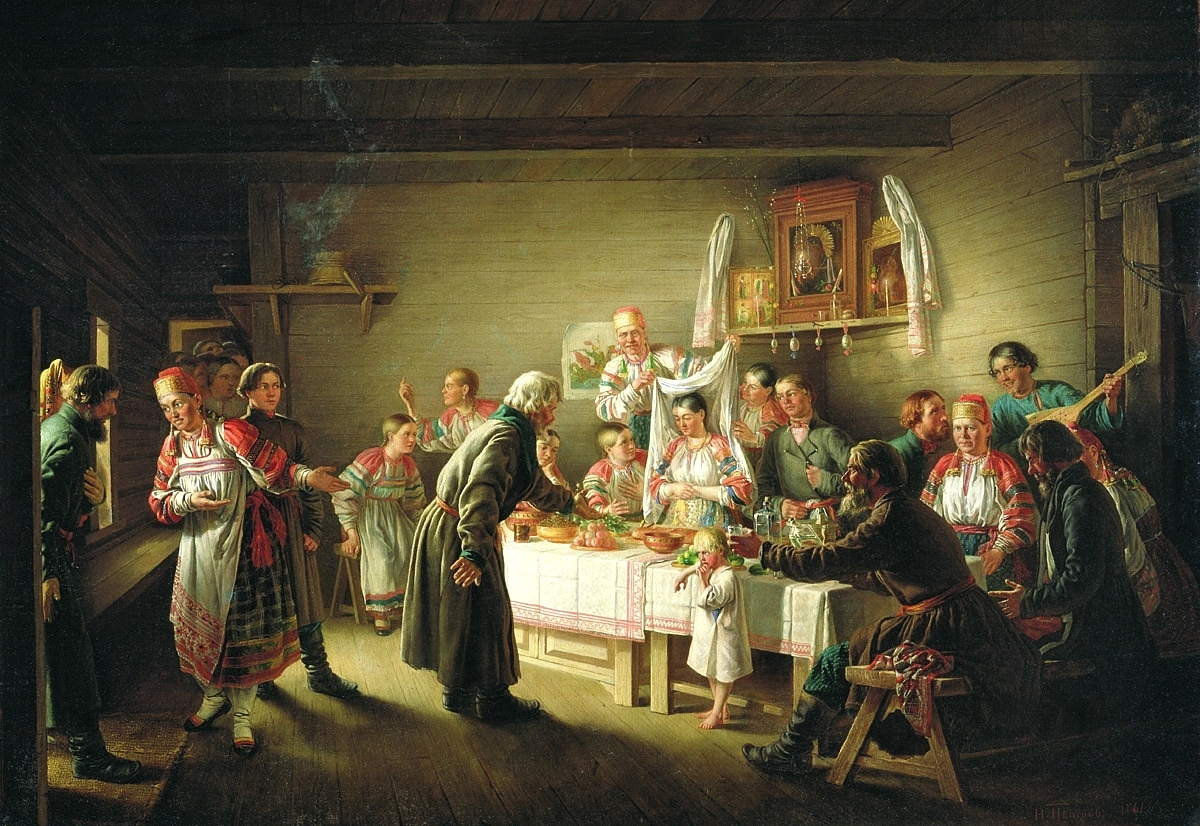
Dipinta da Nikolai Petrovich Petrov nel 1861, la scena ritrae l'antica tradizione della sposa-spettacolo, divenuta comune nella Russia moscovita grazie allo stretto scambio culturale con l'Impero Bizantino. Nel quadro sono riconoscibili anche altri elementi della cultura russa, come le icone russe, la Balalaica, il Rušnyk e gli abiti popolari russi.

Il metodo bizantino fu importato nel Granducato di Mosca, dove divenne il metodo tradizionale per selezionare una sposa tra i boiardi della nobiltà per lo zar, in una cultura in cui il terem altrimenti isolava le donne dell'aristocrazia dagli uomini.
Questo metodo fu regolarmente utilizzato nel XVI e XVII secolo. È il caso delle tre mogli di Ivan IV. La prima volta che questo metodo fu registrato in modo sicuro fu nel 1505, quando Solomonija Saburova fu scelta in questo modo per Basilio III di Russia. Il metodo fu introdotto dalla madre bizantina di Basilio, Sofia Paleologa.
L'ultima promessa di matrimonio di uno zar russo fu quella di Ivan V con Praskov'ja Saltykova nel 1684. Dopo di allora la pratica fu abbandonata, in seguito alle riforme occidentalizzanti di Pietro il Grande.